# Fritz Benscher
Fritz Benscher (* 13. November 1904 in Hamburg; † 10. März 1970 in München) war ein deutscher Schauspieler, Quizmaster, Moderator, Conférencier, Hörspielsprecher und -regisseur.

## Leben
Fritz Benscher wuchs als dritter und jüngster Sohn des Kaufmanns Gotthard Benscher und seiner Ehefrau Pauline, geborene Herz, in einer wohlhabenden bürgerlichen jüdischen Familie in Blankenese auf. Er besuchte von 1910 bis 1914 die private Gustav-Bertram-Vorschule und anschließend die Talmud-Tora-Realschule in Hamburg. Nach dem Willen des Vaters sollte er eine kaufmännische Ausbildung absolvieren, um in die väterliche Firma, einen Ledergroßhandel, einzutreten. Der gegen die väterliche Autorität rebellierende Heranwachsende entschied sich stattdessen für eine Laufbahn als Schauspieler. Ab 1921 war er am  Oldenburgischen Landestheater tätig, ab 1924 in Hamburg, zunächst als Statist an der Hamburger Volksoper. Danach erhielt er Engagements an der Schilleroper in Altona und am Metropol-Theater und der Komischen Oper in Berlin. Zeitweilig führte er den Künstlernamen Fritz Bernd. Zu seinen Bühnenrollen zählten unter anderem der Moritz Spiegelberg in Die Räuber und  Armand Brissard in Die keusche Susanne.
Zur gleichen Zeit kam Benscher mit dem noch jungen Medium Hörfunk in Berührung. 1926 arbeitete er als Sprecher bei der 1924 in Hamburg gegründeten NORAG; beim Zwischensender Bremen, aus dem später der Sender Radio Bremen hervorging, war er als Ansager tätig.
Neben seiner schauspielerischen Tätigkeit trat Benscher als Kabarettist und erfolgreicher Conférencier auf, unter anderem in der Scala und im Wintergarten in Berlin. Hier wohnte er Anfang der 30er Jahre in der Künstlerkolonie. Benscher, der bereits in Hamburg Mitglied des Reichsbanners gewesen war, stand in dieser Zeit politisch der KPD nahe, ohne jedoch Mitglied zu sein. 1929/30 reiste er nach Palästina und plante eine Auswanderung dorthin. Das Vorhaben scheiterte jedoch daran, dass sein Vater sich weigerte, ihm die erforderlichen Geldmittel zur Verfügung zu stellen.

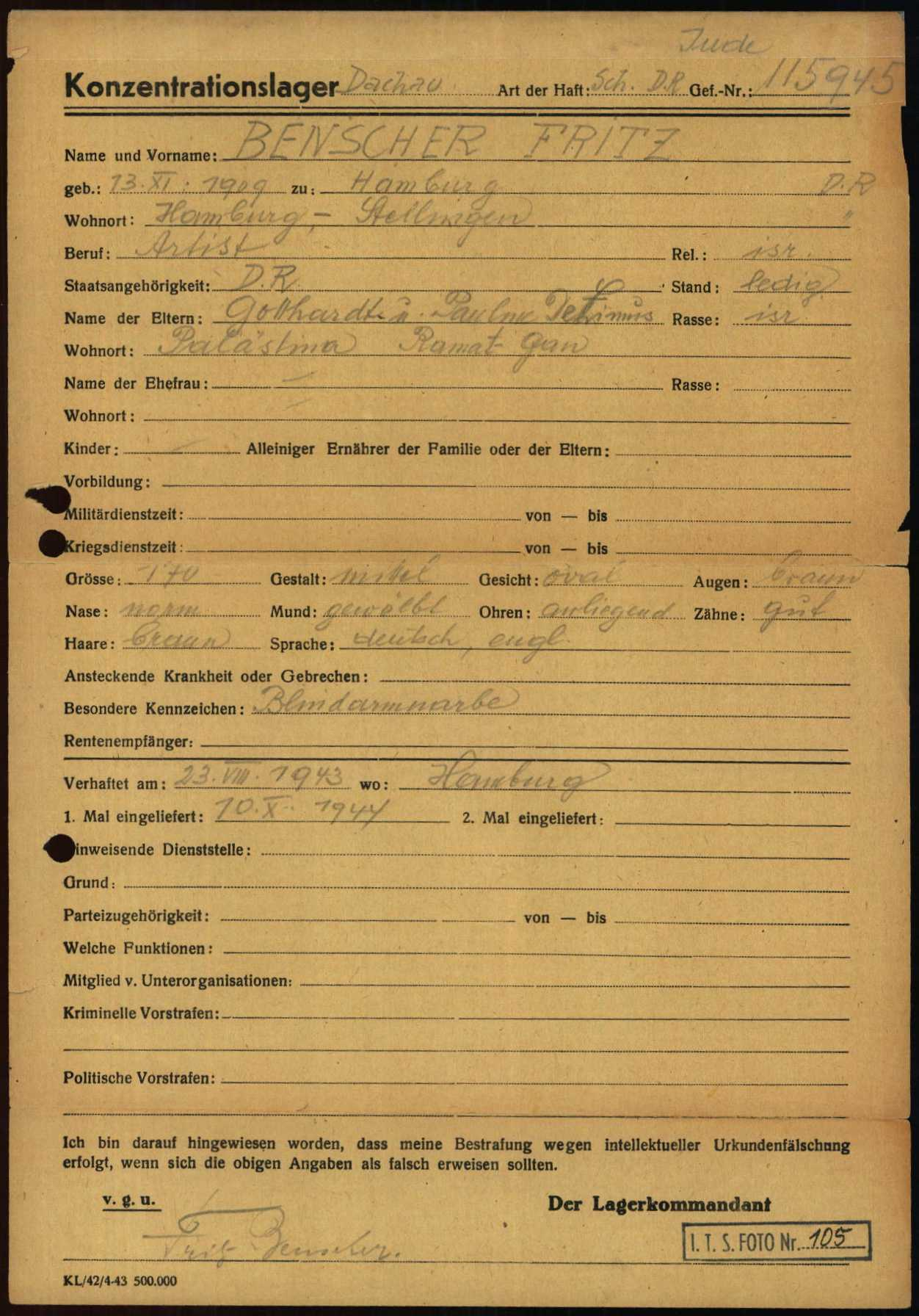
Aufnahmeformular von Fritz Benscher im Konzentrationslager Dachau. Das Geburtsjahr ist falsch.

Nach der Machtergreifung der Nationalsozialisten 1933 erhielt Benscher als Jude Auftrittsverbot. Ein Versuch, in die USA auszuwandern, scheiterte. Um 1935 schloss er sich dem Kulturbund Deutscher Juden in Hamburg (Kulturbund 1) an, einer Selbsthilfeorganisation für vom Berufsverbot betroffene jüdische Künstler. Die väterliche Firma wurde arisiert. Schließlich arbeitete Benscher als Sargtischler für die jüdische Gemeinde auf dem Jüdischen Friedhof Langenfelde. Im Juni 1943 wurde er von den Nazis zunächst in das KZ Theresienstadt und im September 1944 in das KZ Auschwitz deportiert. Vermutlich im Januar 1945 kam er von dort in den KZ-Außenlagerkomplex Kaufering des KZ Dachau, wo er am 1. Mai 1945 befreit wurde.
Fritz Benscher ging nach seiner Befreiung in das nahe gelegene München und fand dort eine neue Heimat. Schon im Mai erhielt er dank Klaus Brill, den er noch von Hamburg her kannte, eine Anstellung beim Radio München, dem Vorläufer des Bayerischen Rundfunks. Der Deutschamerikaner Brill war zu dieser Zeit als Leutnant der US-Army Programmdirektor des Senders und machte Benscher zum ersten Ansager und später zum Sendeleiter.
Als politisch links eingestellter, jüdischer KZ-Überlebender war Benscher in der Medienwelt der Adenauerzeit eine singuläre Erscheinung. Insbesondere im ersten Jahrzehnt nach dem Krieg sah er seine Arbeit auch als Teil der politischen Reeducation. Er engagierte sich gegen Militarismus und Nazismus, gegen die Wiederbewaffnung und für Kriegsdienstverweigerung und unterzeichnete 1950 den Stockholmer Appell gegen Atomwaffen. Gegen die rechtsradikale Deutsche Soldatenzeitung gewann er einen Prozess, nachdem er sich in einer Rundfunksendung abfällig über Marschmusik geäußert hatte. Benscher litt aber auch zeitlebens unter den psychischen und physischen Folgen seiner KZ-Zeit: Schlaflosigkeit, Albträume und Angstzustände, die 1957 in einem schweren Zusammenbruch gipfelten.
Fritz Benscher konzipierte und produzierte für den Bayerischen Rundfunk zahlreiche Unterhaltungssendungen. So entwickelte er 1955 die Sendung Nimm’s Gas weg bzw. (ab 1959) Gute Fahrt, die erste Autofahrersendung im Bayerischen Rundfunk. Sein besonderes Charakteristikum dabei war, dass er in der Abmoderation immer leiser wurde, seinen Namen und die Verabschiedung von seinen gespannt lauschenden Hörern jedes Mal anders vernuschelte, so z. B. einmal mit: „…, Ihr Löwen-Benscher.“ Benscher moderierte diese Sendung bis zu seinem Tod 1970.
Zu einem weiteren wichtigen Betätigungsfeld wurde das Hörspiel. Hier war er als Dramaturg, Regisseur und Sprecher in weit über 100 Produktionen tätig. So bearbeitete er das Lustspiel Die schöne Lügnerin von Just Scheu und Ernst Nebhut für den Funk, führte Regie und sprach die Rolle des Fürsten Talleyrand. Bis heute ist, dank einiger DVD-Veröffentlichungen, die Hörspielserie um Dickie Dick Dickens (1958–1961) bekannt, in dem er Josua Benedikt Streubenguss, den Hehler und Komplizen des von Carl-Heinz Schroth verkörperten Titelhelden, sprach.
Seit dem Ende der 50er Jahre wurde er im Fernsehen durch die ARD-Sendungen Tick-Tack-Quiz (1958 bis 1967), Der Schlüssel zum Glück (1959) und die Nachmittagssendung  Wie kamen Sie darauf? (1961) als Moderator und Quizmaster bekannt. Seine für die damalige Zeit ungewöhnliche lockere, schlagfertige und stets zu spontanen Gags neigende Art machte ihn zum Publikumsliebling.
Ab 1949 sah man ihn auch in mehreren Spiel- und Fernsehfilmen, so 1949 in Der Ruf von und mit Fritz Kortner oder 1953 neben Hans Albers in Käpt’n Bay-Bay. Bis heute ist die Komödie Streichquartett des aus Ungarn stammenden Schauspielers und Autors Szöke Szakall bekannt, in der Benscher u. a. mit Dieter Hildebrandt und Ursula Noack zu sehen ist. 1968 trat er in einer Folge der Fernsehserie Hafenkrankenhaus auf, in der Anneli Granget die Hauptrolle spielte.
Am 27. Juni 1950 heiratete Benscher Annemarie (Künstlername: Tamara) Moser (* 1927), die er 1947 als Schauspielstudentin kennengelernt hatte. Trauzeugen waren der Regisseur Wilm ten Haaf und der Schauspieler Heinz Leo Fischer. Die Ehe bestand bis zum Tod Benschers und blieb kinderlos.
Am 10. März 1970 starb Benscher an den Folgen eines wenige Tage vorher erlittenen Herzinfarkts in einer Münchener Klinik. 15 Tage später fand er auf dem Nordfriedhof in München in der Urnenhalle-Süd, Grabnummer 406, seine letzte Ruhestätte.

## Filmografie
- 1949: Der Ruf – Regie: Josef von Báky
- 1950: So sind die Frauen – Regie: Joe Stöckel
- 1950: Vom Teufel gejagt – Regie: Viktor Tourjansky
- 1953: Käpt’n Bay-Bay – Regie: Helmut Käutner
- 1953: Jonny rettet Nebrador – Regie: Rudolf Jugert
- 1954: Gefangene der Liebe – Regie: Rudolf Jugert
- 1957: Der Bauerndoktor von Bayrischzell – Regie: Hans Schott-Schöbinger
- 1962: Farbenfrohe Stadt – Regie: Georg Tressler (Fernsehfilm)
- 1962: Streichquartett – Regie: Georg Marischka (Fernsehfilm)
- 1962: Annoncentheater – Ein Abendprogramm des deutschen Fernsehens im Jahre 1776 – Regie: Helmut Käutner (Fernsehproduktion)
- 1963: Reporter – Regie: Michael Kehlmann (Fernsehfilm)
- 1963: Mamselle Nitouche – Regie: Paul Verhoeven (Fernsehfilm)
- 1963: Er soll dein Herr sein (Fernsehfilm)
- 1964: Kennen Sie Heberlein? – Regie: Rolf von Sydow (Fernsehfilm)
- 1965: Tausend Takte Übermut – Regie: Ernst Hofbauer
- 1966: Komm mit zur blauen Adria – Regie: Lothar Gündisch
- 1966: Der Nachtkurier meldet – Regie: Michael Braun (Fernsehserie, eine Folge)
- 1967: Im weißen Rößl – Regie: Hans Dieter Schwarze (Fernsehfilm)
- 1967: Hulla di Bulla – Regie: Georg Marischka (Fernsehfilm)
- 1967: Ein Genie wird verkannt – Regie: Kurt Wilhelm (Fernsehfilm)
- 1968: Hafenkrankenhaus – Regie: Erich Neureuther (Fernsehserie, eine Folge)
- 1968: Hauptstraße Glück – Regie: Franz Marischka (Fernsehserie)
- 1971: Toni und Veronika – Regie: Gerhart Lippert (Fernsehserie)

## Hörspiele

### Als Regisseur
- 1946: Was der Mensch säet
- 1946: Das Gespenst von Canterville
- 1946: Der Revisor – Autor: Nikolai Wassiljewitsch Gogol
- 1946: Die Illegalen
- 1946: Der düstere Sonntag des Willibald Schmidt
- 1946: Kolportage
- 1947: Der Tod des alten Schauspielers
- 1947: Die Abenteuer des braven Soldaten Schwejk (3 Teile)
- 1947: Don Quijote de la Mancha
- 1948: Der fliegende Geheimrat – Autor: Curt Goetz
- 1948: Die Sonntagsfrau
- 1948: Sturm im Wasserglas
- 1948: Der Prozeß Mary Dugan
- 1948: Ankunft bei Nacht – Autor: Hans Rothe
- 1948: Galileo Galilei – Autor: Bertolt Brecht
- 1948: Der neue Mantel – Autor: Nikolai Wassiljewitsch Gogol
- 1948: Prossy's Mam
- 1949: Sie lebten mit uns – Autor: Hans Schweikart
- 1949: Menschen im Hotel
- 1949: Frauen verlieren den Kopf
- 1949: Ein Hundeleben
- 1949: Schiff ohne Hafen
- 1949: Das vergessene Wort
- 1950: Was sagen die Götter dazu? – Autor: Carl Borro Schwerla
- 1950: Kaspar Hauser, das Rätsel seiner Zeit
- 1950: Der meergrüne Smaragd
- 1950: Aufstand der Landstreicher
- 1951: Gerechtigkeit für Parnell
- 1951: Am Ende der Straße
- 1951: Mathes sieht in die Zukunft
- 1951: Der Windhund
- 1951: Der Engel und das Ekel
- 1952: Der letzte König
- 1952: Eine komplizierte Geschichte
- 1952: Der Taugenichts von Clochemerle
- 1952/53: Celia und ihre Abenteuer (3 Folgen)
- 1953: Dreimal Lachsschinken
- 1953: Queen Victoria – One Penny
- 1953: Das Streichholz ohne Kopf
- 1953/54: Meisterdetektiv Camel Bluff (7 Teile)
- 1954: Dem Reißer entsprungen
- 1954: Der Mann, der seine Ruhe haben wollte
- 1954: Zweimal Napoleon
- 1954: Knackt Jack den Wunderschrank
- 1954: Nachtausgabe
- 1955: Mr. X klopft an die Tür
- 1955: Es war ganz einfach
- 1955: Aber, aber, Herr Inspektor
- 1955: Sein milder Tag
- 1955: Die rächende Nemesis
- 1955: Der Feuersalamander
- 1956: Der Geist des Benjamin Sweet
- 1956: Kleinigkeiten – großgeschrieben
- 1956: Nachts in Manhattan
- 1956: Der Admiral
- 1956: Das schmutzigste Geschäft
- 1957: Der Mann im Keller
- 1957: Die heimliche Hose
- 1957: Wenn sich die Türen schließen
- 1957: Der Hoffnungsstrahl
- 1957: Rigi-Besteigung vor 80 Jahren
- 1958: Ein Star wird nicht geboren
- 1959: Das Pflichtmandat
- 1959: Der Hochzeitstag
- 1964: Die schwarze Dame
- 1964: Ein unmöglicher Mensch
- 1964: Die Brüder
- 1964: Sieben dänische Doggen
- 1967: Ein Fall für Dr. Dahlberg (2 Teile)
- 1968: Das Wasser ist naß

### Als Regisseur und Sprecher
- 1947: Talmas Ende (Talma)
- 1951: Der Streik der Ganoven
- 1951: Die traurige Geschichte einer Chance
- 1952: Ein Mord für die Welt (Gaston Brunel)
- 1952: Nicki und das Paradies in Gelb (Vater Schultes)
- 1952: Der Mann mit dem Zylinder. Eine musikalische Komödie (Cicero, Polizeichef von Paris)
- 1953: Der Herr von Paris (Der Henker)
- 1953: Die Hundepension (Gerichtsvorsitzender)
- 1954: Ily und Rily (Gefängniswärter)
- 1954: Matt in drei Zügen (Librarian, Bibliothekar)
- 1955: Das Alibi (Sprecher/An- und Absage)
- 1955: Die schöne Lügnerin (Fürst Talleyrand)
- 1955: Sonderabteilung K VII (Herausgeber)
- 1955: Albert Graves ist mein Name (Garderobier)
- 1955: Die Juwelenkitty (Sprecher)
- 1956: Der vierte Mann (Ein Sprecher)
- 1957: Der siebente Schleier (Borelli, Dirigent)
- 1958: Täter gesucht! (Moderation) – (auch Mitautor)
- 1961: Der große Fang (Portier) (8 Teile)
- 1965: Der Augenzeuge (George)

### Nur als Sprecher
- 1947: Der Teufel stellt Monsieur Darcy ein Bein (Pierre Darcy) – Regie: Paul Verhoeven
- 1947: Auch eine kleine Stadt (Sprecher) – Regie: Fritz Mellinger
- 1947: Indizien – Regie: Kurt Wilhelm
- 1947: Göttin, versuche die Menschen nicht (Hermes) – Regie: Helmut Brennicke
- 1948: Herr Bergström hat geklingelt – Regie: Kurt Wilhelm
- 1948: Ak und die Menschheit (Ak) – Regie: Walter Ohm
- 1948: Das Lied von Bernadette (Napoleon III.) – Regie: Walter Ohm
- 1949: So war Mama – Regie: Heinz-Günter Stamm
- 1949: Das Gamma-X-Projekt – Regie: Kurt Wilhelm
- 1949: Brumml-G'schichten; Folge: Devisen – Regie: Kurt Wilhelm
- 1950: Damals in Kongalonga (Freddi) – Regie: Axel von Ambesser
- 1950: Pique-Dame (Kutscher) – Regie: Heinz-Günter Stamm
- 1950: Drei Männer im Schnee (Geheimrat Schlüter) – Regie: Teinz-Günter Stamm
- 1950: Das Zeitalter der Angst – Regie: Hannes Küpper
- 1950: Ein Sommernachtstraum (Schnock) – Regie: Heinz-Günter Stamm
- 1950: Der hohle Zahn – Regie: Heinz-Günter Stamm
- 1950: Die Konferenz der Tiere – Regie: Kurt Wilhelm
- 1950: Einer zahlt seine Schuld – Regie: Heinz-Günter Stamm
- 1950: Regentropfen – Regie: Kurt Wilhelm
- 1950: Der Kater Tom und der Mann mit der weißen Weste – Regie: Kurt Wilhelm
- 1951: Wilhelm Tell (Gessler, Reichsvogt in Schwyz und Uri) – Regie: Hannes Küpper
- 1951: Hamlet, Prinz von Dänemark – Regie: Hannes Küpper
- 1951: Pit und Fonso; 1. Folge: SOS Mädchenraub – Regie: Willy Purucker
- 1951: Die verlorenen Jahre (Schiffsreeder LeCoz) – Regie: Heinz-Günter Stamm
- 1951: Romeo und Julia auf Kreta (Conférencier) – Regie: Otto Kurth
- 1951: Europa hat nichts zu lachen – Regie: Kurt Wilhelm
- 1952: Wendemarke (Reporter) – Regie: Gert Westphal
- 1952: Kleider ohne Leute (Vonderputt) – Regie: Gert Westphal
- 1952: Pit und Fonso; 4. Folge: Irrtum um Mitternacht (Erzähler) – Regie: Willy Purucker
- 1952: Ein idealer Gatte (Lord Caversham) – Regie: Heinz-Günter Stamm
- 1952: Das kleine Hofkonzert (Emil Knipps, Dichter) – Regie: Heinz-Günter Stamm
- 1952: Jim und Jill – Regie: Heinz-Günter Stamm
- 1952: Brumml-G'schichten; Folge: Pension Fortuna (Siegfried Wendulaus, Künstleragent) – Regie: Olf Fischer
- 1952: Brumml-G'schichten; Folge: Die Erbfolge – Regie: Olf Fischer
- 1953: Spiel im Schloß (Dwornitschek) – Regie: Heinz-Günter Stamm
- 1953: Die Sensationsnachricht (Hubschrauber-Ansager) – Regie: Gustav Machatý
- 1954: Parken verboten (Prometüitas) – Regie: Heinz-Günter Stamm
- 1954: Der Hauptmann von Köpenick (Krakauer) –  Regie: Heinz-Günter Stamm
- 1955: Ich wünsche mir einen Mann (Rechtsanwalt Lent) – Regie: Heinz-Günter Stamm
- 1955: Hundert Minuten zu früh (Davis, Reporter) – Regie: Heinz-Günter Stamm
- 1955: Geld spielt keine Rolle – Regie: Kurt Reiss
- 1955: Nie wieder Schlaf (Dr. Moha) – Regie: Hellmuth Kirchammer
- 1955: Bunbury (Der Conférencier) – Regie: Heinz-Günter Stamm
- 1956: John Every oder Wieviel ist der Mensch wert (Bankier) – Regie: Werner Finck
- 1957: Der Deputierte von Ploudalmezo (Bonmot, Deputierter) – Regie: Gert Westphal
- 1958: Dickie Dick Dickens  (Josua Benedikt Streubenguss) – Hörspielserie – Regie: Walter Netzsch
- 1959: Neues von Dickie Dick Dickens! (Josua Benedikt Streubenguss) – Hörspielserie – Regie: Walter Netzsch
- 1959: Die Lokalbahn (Major) – Regie: Hermann Wenninger
- 1960: Dickie Dick Dickens – wieder im Lande (Josua Benedikt Streubenguss) – Hörspielserie – Regie: Walter Netzsch
- 1961: Alarm (Direktor Taler) – Regie: Walter Netzsch
- 1961: Die Stunde Null war drei Uhr fünfzehn (Nachtportier) – Hörspiel-Fünfteiler – Regie: Walter Netzsch
- 1963: Gestatten, mein Name ist Cox – Die kleine Hexe (Mr. Kilburn) – Hörspiel-Mehrteiler – Regie: Walter Netsch
- 1964: Auftrag für Quentin Barnaby. Aus den Tagebüchern eines Branddetektivs (Ackroyd) – Hörspiel-Mehrteiler – Regie: Walter Netzsch
- 1965: Gestatten, mein Name ist Cox; 2. Teil: Eine reizende Abendgesellschaft (Rechtsanwalt Harry Witson) – Regie: Walter Netzsch
- 1966: Ein gutgekleideter Herr (Vertreter) – Regie: Walter Netzsch